# Xoridesopus striatus
Xoridesopus striatus là một loài tò vò trong họ Ichneumonidae.